# 強尼·羅根
強尼·羅根（英語：Johnny Logan）是出生於澳大利亚的愛爾蘭歌手和作曲家。他是首位獲得兩次以上的歐洲歌唱大賽冠軍之參賽者（1980年、1987年）。在1992年為琳達·馬丁寫的《Why Me?》成功夺取1992年歐洲歌唱大賽冠軍，包含此紀錄總共獲得冠軍高達三次。